# Shanghai-Expeditionsarmee
Die Shanghai-Expeditionsarmee (jap. 上海派遣軍, Shanhai hakengun) war 1932 und von 1937 bis 1938 ein Großverband des Kaiserlich Japanischen Heeres.

## Geschichte

### 1932

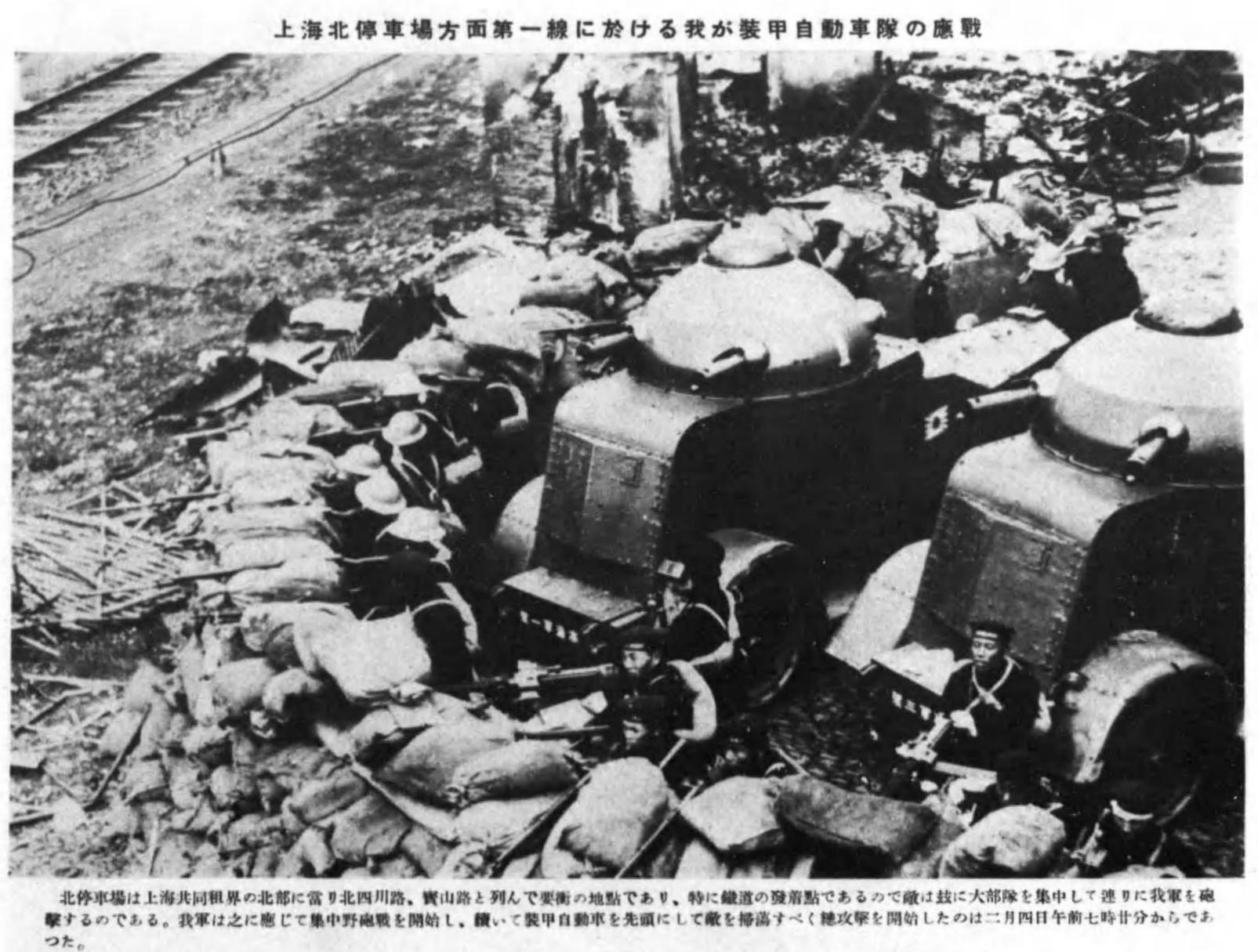
Japanische Verteidigungsstellung in der Nähe des Shanghai-Nordbahnhofs mit Crossley-Vickers-Panzerwagen.

1931 kam es zur sogenannten Mandschurei-Krise, in deren Verlauf Japan die Mandschurei besetzte und den Marionettenstaat Mandschukuo errichtete. Die Spannungen infolge der Mandschurei-Krise führten am 28. Januar 1932 zum Ausbruch von Kampfhandlungen zwischen chinesischen und japanischen Truppen in Shanghai. Um die wenigen japanischen Truppen vor Ort zu unterstützen, wurde am 25. Februar 1932 die Shanghai-Expeditionsarmee (kurz SEA) aufgestellt und General Shirakawa Yoshinori zu deren Befehlshaber ernannt. Bereits vier Tage später landete Shiraka mit seinen Truppen nahe der Stadt. In der von Januar bis März andauernden ersten Schlacht von Shanghai konnten die Japaner die Chinesen letztendlich an den Verhandlungstisch zwingen. Am 29. April kam es im Shanghaier Stadtbezirk Hongkou zu einer Bombenexplosion, die General Shirakawa und weitere hochrangige Militärs teilweise schwer verletzte. Am 26. Mai erlag Shirakawa seinen Verletzungen.
Am 5. Mai wurde schließlich ein Waffenstillstandsvertrag unterzeichnet und die SEA wurde im Juni 1932 aufgelöst.

### 1937–1938

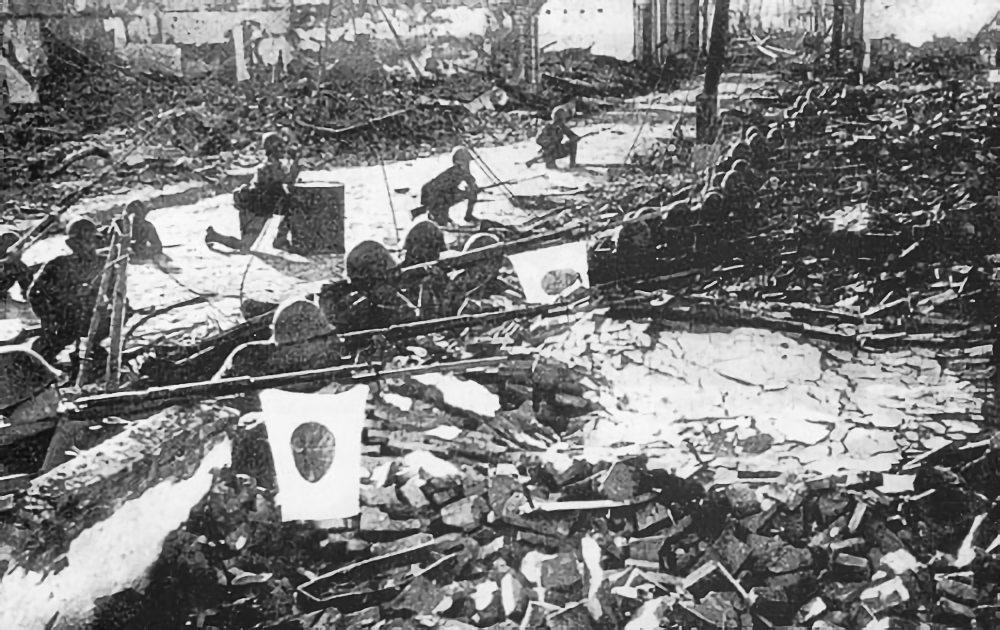
Japanische Soldaten in den Ruinen Shanghais. Zur Vermeidung von Eigenbeschuss ist für die Identifizierung der eigenen Truppen an einigen Gewehrläufen die japanische Flagge befestigt.

Nachdem am 7. Juli 1937 der Zweite Japanisch-Chinesische Krieg ausgebrochen war, kam es ab 13. August 1937 zur ersten größeren Schlacht, der zweiten Schlacht um Shanghai. Zu Beginn der Kämpfe verteidigten etwa 5000 Mann der Marine (Spezial-Landungskräfte der Marine und Reservisten) die Verteidigungslinie am Rande der Internationalen Sicherheitszone von Shanghai. Bereits am 15. August wurde die Shanghai-Expeditionsarmee unter dem Kommando von Generalleutnant Matsui Iwane erneut aufgestellt und bestand anfangs hauptsächlich aus der 3. und 11. Division. Im weiteren Verlauf der Kampfhandlungen wurde die SEA durch die 101., 9. und 13. Division ergänzt, wodurch sie, unter anderem mit weiteren kleineren Einheiten, auf etwa 200.000 Mann anschwoll. Da der Widerstand der über 500.000 chinesischen Verteidiger hartnäckiger verlief als erwartet wurde die SEA ab 5. November 1937 durch die 10. Armee (etwa 100.000 Mann) unterstützt, die in der Hangzhou-Bucht südöstlich von Shanghai anlandete. Beide Armeen wurden am 7. November zur Regionalarmee Zentralchina zusammengefasst. Den chinesischen Verteidigern drohte eine Einkesselung, worauf der chinesische Oberbefehlshaber Chiang Kai-shek am 8. November den Rückzug aus Shanghai anordnete. Die Kämpfe um Shanghai hatten die SEA und die 10. Armee etwa 40.000 Tote und 50.000 Verwundete gekostet.
Nach dem Ende der Kämpfe um Shanghai Ende November 1937 stieß die SEA 300 km in Richtung Nanking, der Hauptstadt der Republik China, vor. Noch vor der Schlacht um Shanghai hatte Generalleutnant Matsui, der inzwischen Oberbefehlshaber der Regionalarmee Zentralchina geworden war, seine Absicht bekannt gegeben, nach der Einnahme Shanghais unverzüglich nach Nanking vorzustoßen, um das „chinesische Problem“ zu lösen. Die vorstoßenden japanischen Soldaten waren lediglich mit leichtem Marschgepäck, Waffen und Munition ausgerüstet und mussten sich während des Marsches „vom Land versorgen“.
Ab 1. Dezember griff sie die Vororte der Stadt an und nahm fortan an der Schlacht um Nanking teil. Wegen Krankheit musste Generalleutnant Matsui den Oberbefehl ab 2. Dezember an Generalleutnant Prinz Asaka Yasuhiko abgeben. Dieser erließ den Befehl, sich „aller Gefangenen zu entledigen“, was den Morden während des folgenden Massaker von Nanking die Befehlsgrundlage gab.
Die chinesischen Verteidiger hatten dank der 36 km langen mittelalterlichen Umwallungsmauer sowie zusätzlichen Laufgräben, Minenfelder und betonierten Verteidigungsstellungen Nanking stark befestigt. Trotzdem konnten die SEA und die 10. Armee die Stadt am 13. Dezember einnehmen. Nach Einnahme der Stadt nahmen Einheiten der Armee am Massaker von Nanking teil.
Die Shanghai-Expeditionsarmee wurde am 14. Februar 1938 in Nanking aufgelöst. Die ihr unterstellten Verbände wurden zwischen der Regionalarmee Nordchina unter Terauchi Hisaichi und der aus der Regionalarmee Zentralchina neugebildeten Zentralchina-Expeditionsarmee unter Hata Shunroku aufgeteilt.

## Armeeführung

### Oberbefehlshaber
| Name                                 | Von              | Bis              |
| ------------------------------------ | ---------------- | ---------------- |
| General Shirakawa Yoshinori          | 25. Februar 1932 | 29. April 1932   |
| Einheit aufgelöst                    |                  |                  |
| Generalleutnant Matsui Iwane         | 15. August 1937  | 2. Dezember 1937 |
| Generalleutnant Prinz Asaka Yasuhiko | 2. Dezember 1937 | 14. Februar 1938 |

### Stabschefs
| Name                              | Von              | Bis              |
| --------------------------------- | ---------------- | ---------------- |
| Generalleutnant Kanichiro Tashiro | 25. Februar 1932 | 29. April 1932   |
| Einheit aufgelöst                 |                  |                  |
| Generalleutnant Iinuma Mamoru     | 15. August 1937  | 12. Februar 1938 |

## Untergeordnete Einheiten

### 1932
- Heeres-Einheiten:
  - 9. Division
  - 11. Division
  - 14. Division
  - 24. gemischte Brigade
  - Gemischtes mittelschweres Artillerie-Regiment
    - 3 × berittene Batterien Typ 4 15-cm-Haubitzen, 12 Geschütze
    - 2 × berittene Batterien Typ 14 10-cm-Kanonen, 8 Geschütze
- Heeresluftwaffe:
  - 3 × Bomber-Staffeln
  - 1 × Jagd-Staffel
  - 1 × Aufklärungs-Staffel
- Marine-Einheiten
  - Shanghai SLKM (2000 Mann)
    - 1. Bataillon (1. Sasebo SLKM)
    - 2. Bataillon (1. Kure SLKM)
    - 3. Bataillon (2. Sasebo SLKM)
    - 4. Bataillon (3. Sasebo SLKM)
    - 5. Bataillon (1. Yokosuka SLKM)
    - 7. Bataillon (2. Yokosuka SLKM)

  - Bewaffnete Reservisten und Ronins, etwa 3000 Mann

### 1937–1938
- 3. Division
- 11. Division
- 5. Panzer-Bataillon
  - 32 × Typ 89 I-Gō, 23 × Typ 94 TK (Tankette)
- 8. Selbstständige Leichte Panzer-Kompanie
  - 17 × Typ 94 TK (später an 10. Armee abgeben)
- 5. Selbstständige schwere Artillerie-Brigade
  - 48 × Typ 45 24-cm-Haubitzen und Typ 7 30-cm-Haubitzen
- 6. Selbstständige schwere Artillerie-Brigade
  - 48 × Typ 4 15-cm-Haubitzen (später an 10. Armee abgeben)
- 10. Selbstständiges Feldartillerie-Regiment
  - 24 × Typ 4 15-cm-Haubitzen
- weitere kleinere Einheiten

Im weiteren Verlauf der Schlacht um Shanghai dazugestoßen:
- 101. Division (ab 22. September 1937)
- 9. Division (ab 27. September 1937)
- 13. Division (ab 1. Oktober 1937)
- 1. Panzer-Bataillon (ab 5. November 1937)